# UFO - Distruggete Base Luna
UFO - Distruggete Base Luna (Kill Straker, a question of priorities) è un film di fantascienza del 1971, secondo adattamento tratto dalla serie televisiva UFO, diretto da Laxie Turner.

## Trama
Il colonnello Freeman offre al comandante Straker un sigaro per festeggiare la nascita del figlio di un appartenente alla SHADO e questo lo porta a ricordare eventi accaduti 10 anni prima: il matrimonio con Mary e le successive difficoltà, dovute al suo impegno nell'organizzazione della SHADO, ed il successivo divorzio, avvenuto nel momento in cui la moglie stava per partorire, a causa del sospetto di tradimento da parte di lei e dell'impossibilità di Straker di spiegarle la sua attività. Nello stesso momento Paul Roper, un tecnico SHADO con una moglie giovane e bella, è costretto dagli alieni a passare loro delle informazioni sotto la minaccia di ucciderla; tali informazioni hanno lo scopo di permettergli di attaccare la base lunare passando inosservati. Il colonnello Freeman scopre l'accaduto e Roper, su pressione di Straker, si offre volontario per fermare l'UFO con un bazooka: l'azione riesce ma Roper resta ucciso nell'azione.
Straker, che dopo il divorzio può vedere il figlio John solo una volta al mese, passa una giornata serena in sua compagnia ma, al rientro a casa, viene allontanato da Mary prima che il figlio possa fargli vedere un modellino di barca al quale teneva ed il ragazzo, correndo verso di lui, viene investito da una macchina. Egli è allergico agli antibiotici e per salvarlo è necessario un farmaco, reperibile solo negli Stati Uniti, e Straker si attiva per farlo pervenire con un aereo della SHADO. La base lunare tuttavia è ancora sotto attacco e, per eliminare l'interferenza causata da un alieno sbarcato sulla Terra, il colonnello Freeman, all'oscuro del prezioso carico, dirotta l'aereo e Straker, dando la priorità alla salvezza del mondo, evita di informarlo. L'azione riesce e la Terra è salva ma il farmaco arriverà troppo tardi per salvare il figlio.

## Produzione
Il lungometraggio fu realizzato unendo tre episodi della serie UFO: il n. 3 (Flight Path), il n. 8 (A Question of Priority) ed il n. 14 (Confetti Check A-O.K.), montati al fine di ricavarne un'unica trama.